# Glaciar La Paloma
El Glaciar de La Paloma se ubica en la cumbre del cerro homónimo, a unos 30 km al noreste de Santiago de Chile, siendo su mayor altitud de 4.910 m s. n. m. Es uno de los más grandes que presentan los Andes Centrales de Chile.
Como la gran mayoría de los glaciares andinos, se formó en la última era glacial; las más frías condiciones climáticas reinantes favorecieron la acumulación y posterior compactación de la nieve, engendrando este glaciar. Antaño cubrió gran parte de lo que hoy es el Valle de Yerba Loca; hoy este gigante se encuentra retirado y confinado a la cima de la montaña.
El acentuado retroceso del glaciar (marcando la tendencia de los demás glaciares andinos) se ha hecho muy evidente en los últimos años, sobre todo en aquellos con baja precipitación en la zona central.
Donde el glaciar está a menor altitud, alrededor de 3500 m s. n. m., en uno de los farellones del cerro, desciende por la roca, donde las lenguas de hielo dan la impresión al observador al pie del cerro de que el glaciar literalmente colgara. Su suave color azul difiere de las blanquecinas nieves que lo acompañan.
Los escurrimientos del glaciar serpentean el Valle de Piedra Carvajal por aproximadamente 2 km, antes de unirse al río Chorrillos del Plomo, el cual baja de la hermosa cascada de los sulfatos, dando así origen al Estero Yerba Loca.
El inventario público de glaciares de Chile 2022 consigna para la Región Metropolitana los siguientes glaciares bajo el nombre La Paloma:
1. Ítem 2583	con el código CL105721064@ bajo el nombre "Paloma Oeste" tipo glaciar de montaña con un área de 1,275 km²;
2. Ítem 2601 con el código CL105721065A con el nombre "Paloma Este A" tipo glaciar de montaña con un área de 0,444 km²;
3. Ítem 2489	con el código CL105721065B bajo el nombre "Paloma Este B" tipo glaciarete con un área de 0,098 km²;
4. Ítem 2554	con el código CL105706040@ bajo el nombre "Paloma Norte" tipo glaciar de montaña con un área de 1,090 km²;

Todos ellos descargan en la cuenca del río Maipo.